# Erik Bergman (präst)

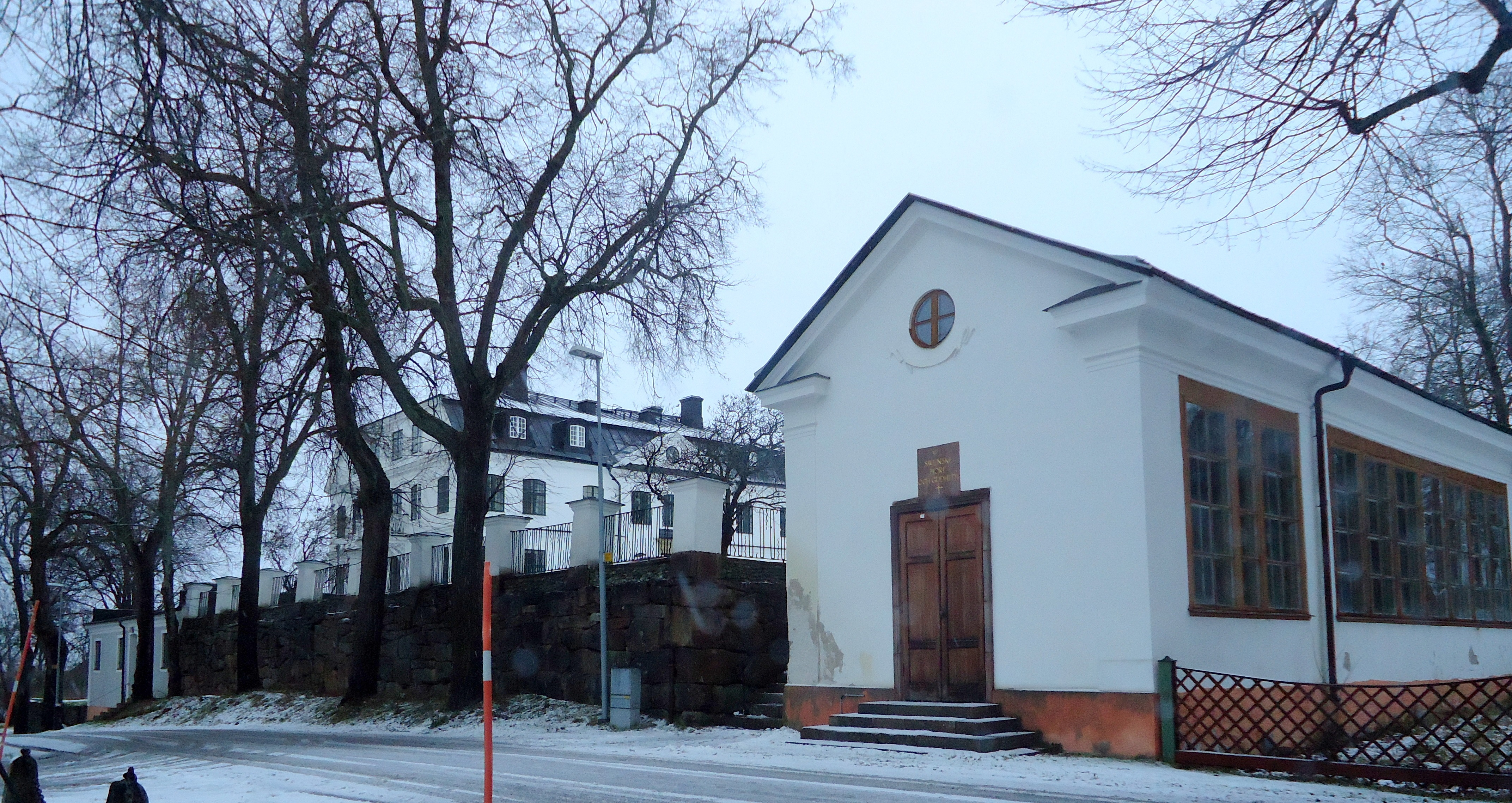
Kapellet (Orangeriet) i Forsbacka, där Erik Bergman predikade under åren 1913–18.

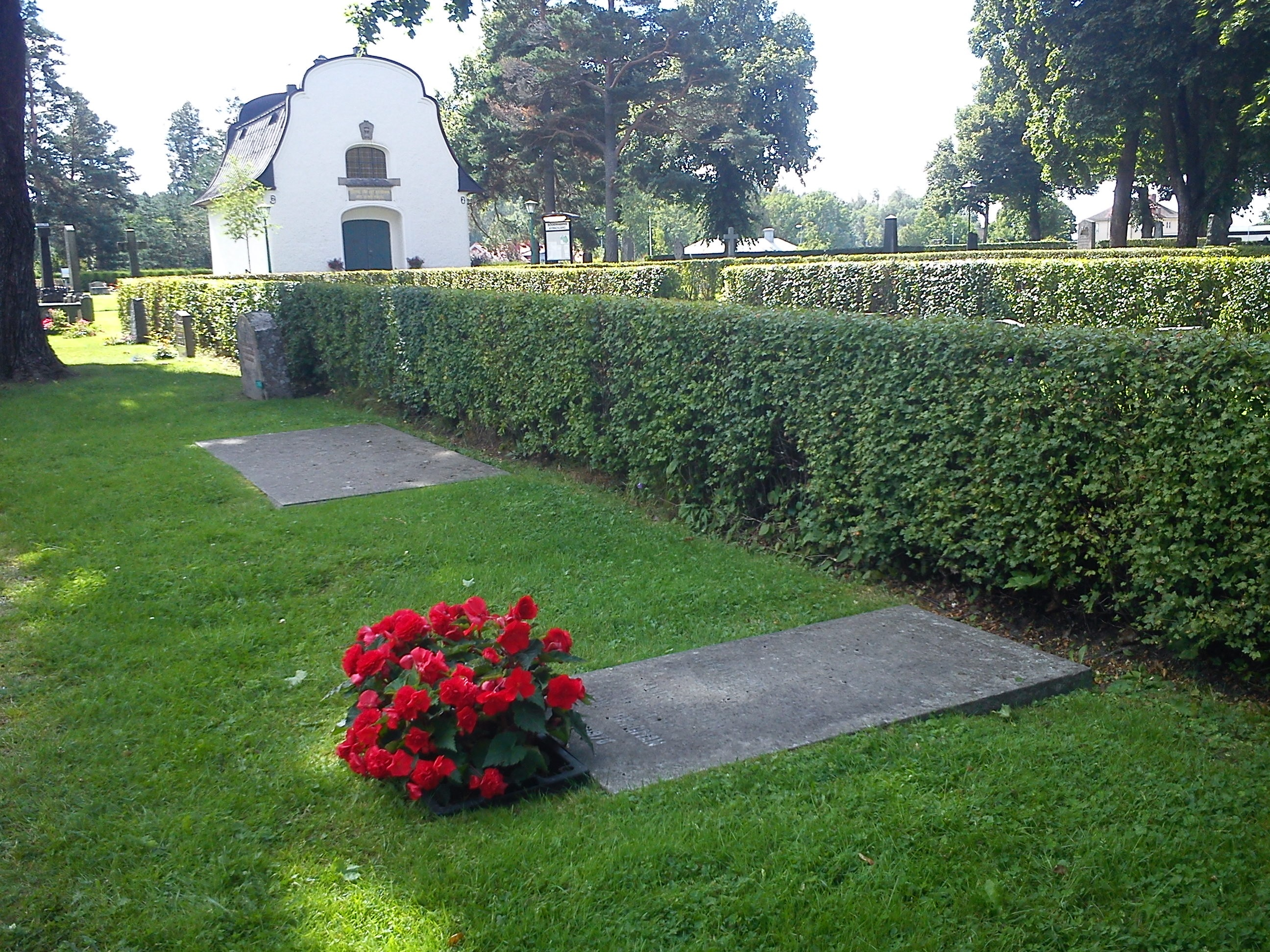
Karin och Erik Bergmans familjegrav vid Ulrika Eleonora kyrka, Söderhamn.

Erik Henrik Fredrik Bergman, född 22 oktober 1886 i Mörbylånga, död 26 april 1970 på Sophiahemmet på Östermalm i Stockholm, var en svensk präst. Han var far till bland andra filmregissören Ingmar Bergman.

## Biografi
Erik Bergman var son till apotekaren Axel Bergman (1845–1888) och Alma Eneroth (1854–1914). Fadern dog tidigt och då flyttade han och modern till moderns hemstad Söderhamn. Bergman studerade teologi vid Uppsala universitet och prästvigdes i Uppsala 1912, varefter han var präst i Forsbacka i Valbo församling 1913–1918. Han tjänstgjorde sedan i Hedvig Eleonora församling i Stockholm, från 1934 som kyrkoherde. År 1941 utnämndes han till hovpredikant.
Erik Bergman var från 1913 gift med sjuksköterskan Karin Åkerblom. Han var far till filmregissören Ingmar Bergman, diplomaten Dag Bergman och författaren Margareta Bergman. Sonen Ingmar skildrade i filmen och romanen Den goda viljan de första åren av föräldrarnas äktenskap. Fadern får där bära sitt andra förnamn, Henrik.
Erik Bergman var en sträng far som uppfostrade sina barn med fysiska bestraffningar, något som Ingmar Bergman under många år bearbetade och som han tar upp i Fanny och Alexander.
Konfirmation vid Forsbacka bruk 1917 av Erik Bergman 
Erik och Karin Bergman ligger begravda i Bergmanska familjegraven i Söderhamn intill Ulrika Eleonora kyrka